# ペトラ・ブルカ
ペトラ・ブルカ（Petra Burka、1946年11月17日 - ）は、カナダ出身の女性フィギュアスケート選手でのちにコーチ兼解説者。1964年インスブルックオリンピック女子シングル銅メダリスト。1965年世界フィギュアスケート選手権女子シングルチャンピオン。

## 経歴
- 1946年11月17日、オランダアムステルダムで生まれる、1951年両親とともにカナダへ移住。
- 1962年、女子選手として世界で初めてトリプルサルコウに成功。
- 1964年インスブルックオリンピックで銅メダルを獲得。
- 1965年世界フィギュアスケート選手権優勝し、同年ルー・マーシュ賞を受賞。
- 1966年に現役を引退しコーチとなる。コーチとして活動する傍らフィギュアスケートの解説者としても活躍。

## 主な戦績
| 大会/年      | 1961-62 | 1962-63 | 1963-64 | 1964-65 | 1965-66 |
| ------------ | ------- | ------- | ------- | ------- | ------- |
| オリンピック |         |         | 3       |         |         |
| 世界選手権   |         |         | 3       | 1       | 3       |
| カナダ選手権 | 2       | 2       | 1       | 1       | 1       |